# 聶珙
聶珙（1474年—？），字周贄，江西瑞州府上高縣人，民籍，明朝政治人物。

## 生平
弘治八年（1495年）乙卯科江西鄉試第六名舉人。正德六年（1511年）中式辛未科會試第二百八十九名，登第三甲第九十二名進士。歷官刑部主事，正德十一年八月因通州知州坚晟一案被降調外任，贬浙江宁波府通判。歴升南京刑部廣西司员外郎，嘉靖二年（1523年）二月升官福建佥事。㑹倭寇侵入兴化、泉州，躬冐矢石，民赖保安。四年三月以擒灭福建流贼曾凤功，赏银币，六年五月擢山东兵备副使，致政归。

## 家族
曾祖聶義端；祖父聶瑛，曾任典史；父聶□，母黃氏。具庆下。兄聶瓊、聶璋。